# ダビド・ナバーロ
ダビド・ナバーロ・ペドロス（David Navarro Pedrós、1980年5月25日 - ）はスペイン、バレンシア出身の元サッカー選手。ポジションはDF（センターバック）。

## 経歴
バレンシア県の中部のカンプ・デ・モルベドレにあるサグントに生まれ、地元のバレンシアCFの下部組織で育った。2001年にトップチームデビューしてからは、2001-02シーズンと2003-04シーズンにリーグ優勝を果たし、それに加えて、2004年2月26日のUEFAチャンピオンズリーグ・ベシクタシュJK戦 (3-2) では90分に決勝点を決めた。
2007年3月6日、UEFAチャンピオンズリーグ・決勝トーナメント1回戦のインテル戦はベンチから90分間の試合を眺めたが、試合終了後に両チームの選手が乱闘状態になると、グラウンドに飛び出してDFニコラス・ブルディッソの鼻を殴り骨折させた。この事についてチームメイトのエミリアーノ・モレッティは「彼の行動はわけがわからない」と言い、サンティアゴ・カニサレスは「恥だ」と語るなど、ナバーロは非難を浴びた。欧州サッカー連盟 (UEFA) はナバーロやカルロス・マルチェナ（バレンシアCF）、ブルディッソ、イバン・コルドバ、マイコン（以上3人はインテル）の行いを「甚だしい反スポーツ行為」として制裁を科し、ナバーロは後に「とても申し訳なく思っている。自分が恥ずかしい」と謝罪し、さらにブルディッソには直接会って謝罪している。騒動の様子をビデオで確認して審議した後、3月14日に欧州サッカー連盟はナバーロに対して、欧州サッカーからの7ヶ月の出場停止処分（後に6カ月に短縮されている）を科した。
2007年夏、RCDマヨルカにレンタル移籍した。出場停止処分の影響で2007-08シーズン開幕後しばらくは試合に出場できなかったが、最終的には控え選手としてリーグ戦18試合に出場した。2008-09シーズンもレンタル移籍を継続し、引き続きマジョルカでプレーして30試合に出場した。
2009年夏にバレンシアCFに復帰した。2011年2月27日のアスレティック・ビルバオ戦でのラフプレーは論争を引き起こした。彼はフェルナンド・ジョレンテに肘打ちしたが、逆に痛がる素振りなどを見せて警告を免れ、逆にジョレンテにイエローカードが出された。そのすぐ後にはハビ・マルティネスに肘打ちし、またもや警告を免れた。

## 所属クラブ
- 2000-2001  バレンシアCF・メスタージャ
- 2001-2011  バレンシアCF

2007-2009 → RCDマヨルカ (loan)
- 2011-2012  ヌーシャテル・ザマックス
- 2012-2016  レバンテUD
- 2016-2017  ADアルコルコン